# Eupithecia semigraphata
Eupithecia semigraphata is een vlinder uit de familie spanners (Geometridae). De wetenschappelijke naam is voor het eerst geldig gepubliceerd in 1850 door Bruand.
De soort komt voor in Europa.